# IMAGICAコスモスペース
株式会社IMAGICAコスモスペースは、日本の番組制作会社。音楽・スポーツなどのライブエンタメイベントの中継配信・撮影技術、映画・CMの撮影収録技術、企業プロモーションの企画制作、テレビ番組の企画制作、放送局への技術者派遣などを行う。旧社名は「株式会社コスモ・スペース」。
2013年、IMAGICA GROUPの資本傘下に入り、同社グループのIMAGICA Lab.の子会社となり、2024年12月1日付で現商号に改名した。

## 主な制作番組
- 5時に夢中!（TOKYO MX）
- 田村淳の訊きたい放題（TOKYO MX）
- ローカル路線バス乗り継ぎの旅Z（テレビ東京）
- クイズ!脳ベルSHOW（BSフジ）
- 所さんお届けモノです!（毎日放送）
- 22/7 計算中（TOKYO MX）